# Église Saint-Pierre de Messeix
Pour les articles homonymes, voir Église Saint-Pierre.
L'église Saint-Pierre est une église catholique située à Messeix, en France.
Elle est protégée au titre des monuments historiques.

## Localisation
L'église est située dans le département français du Puy-de-Dôme, sur la commune de Messeix.

## Historique

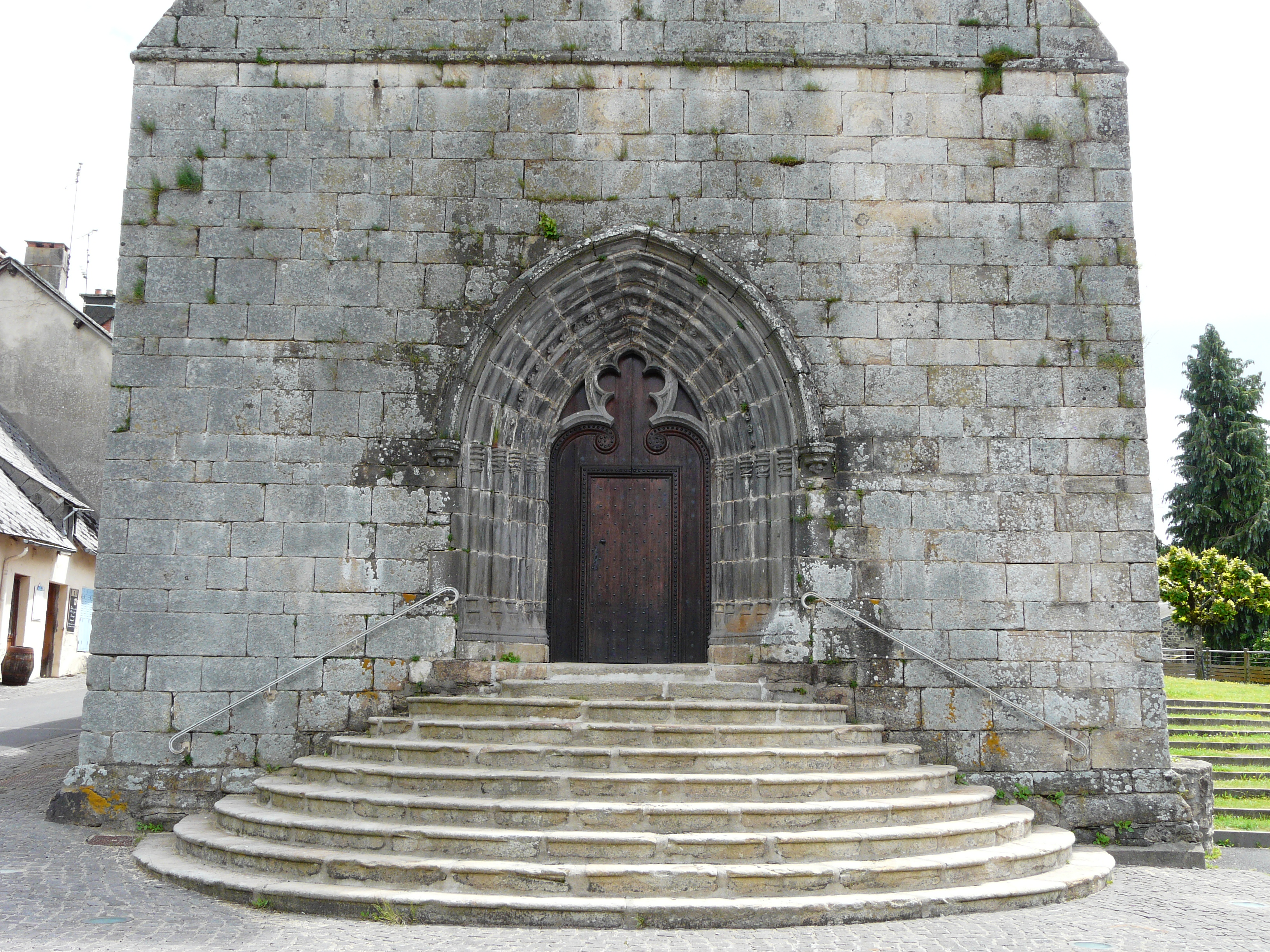
Le portail gothique.

L'église est classée au titre des monuments historiques le 20 juillet 1916 pour son portail occidental gothique et la fenêtre orientale de l'abside.
Le 20 février 1980, le reste de l'édifice est inscrit.
L'ensemble composé de l'autel du tabernacle et du retable, des XVIIe et XVIIIe siècles est également classé au titre des monuments historiques le 20 septembre 1982.

## Galerie de photos

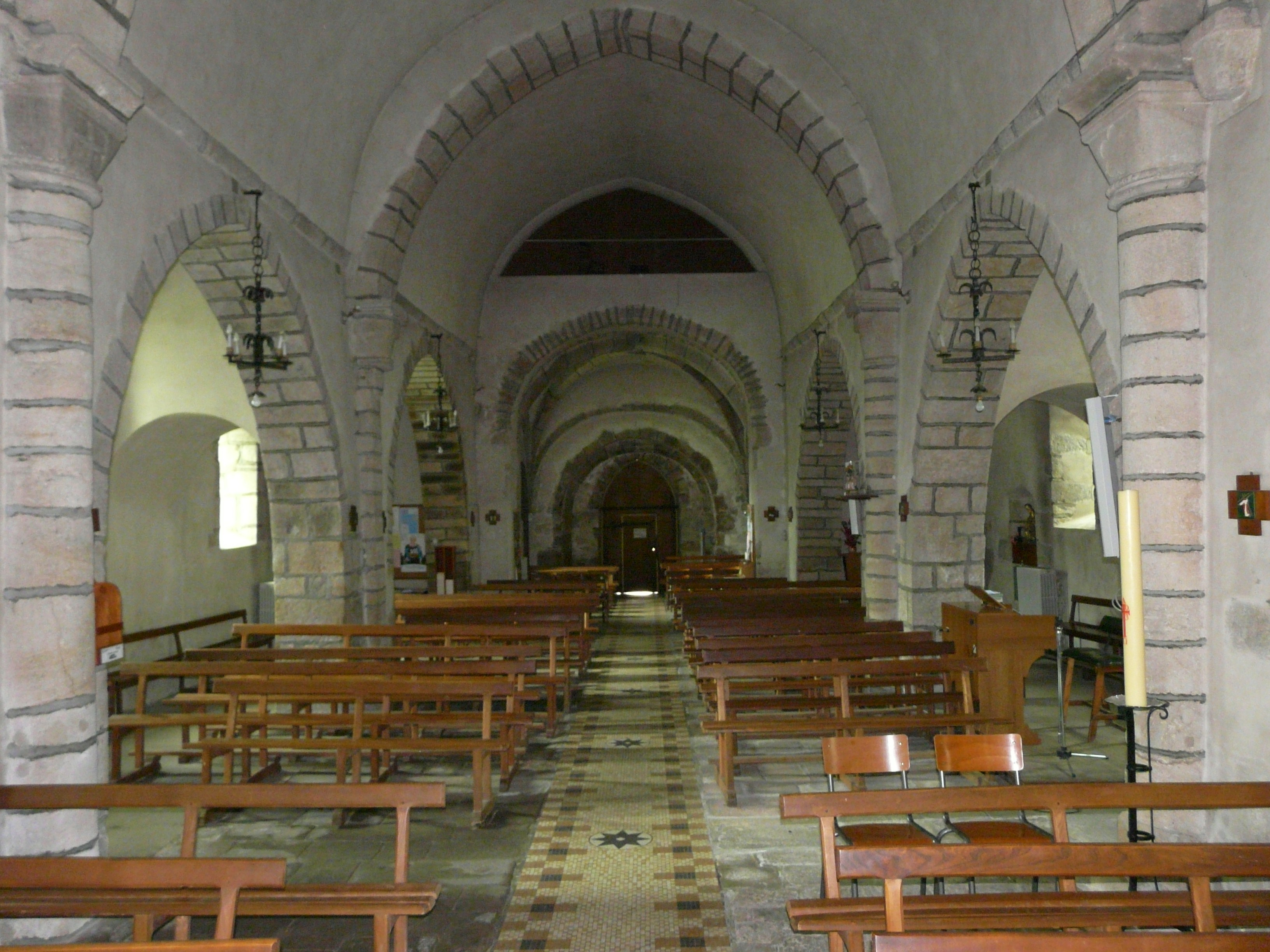
La nef.
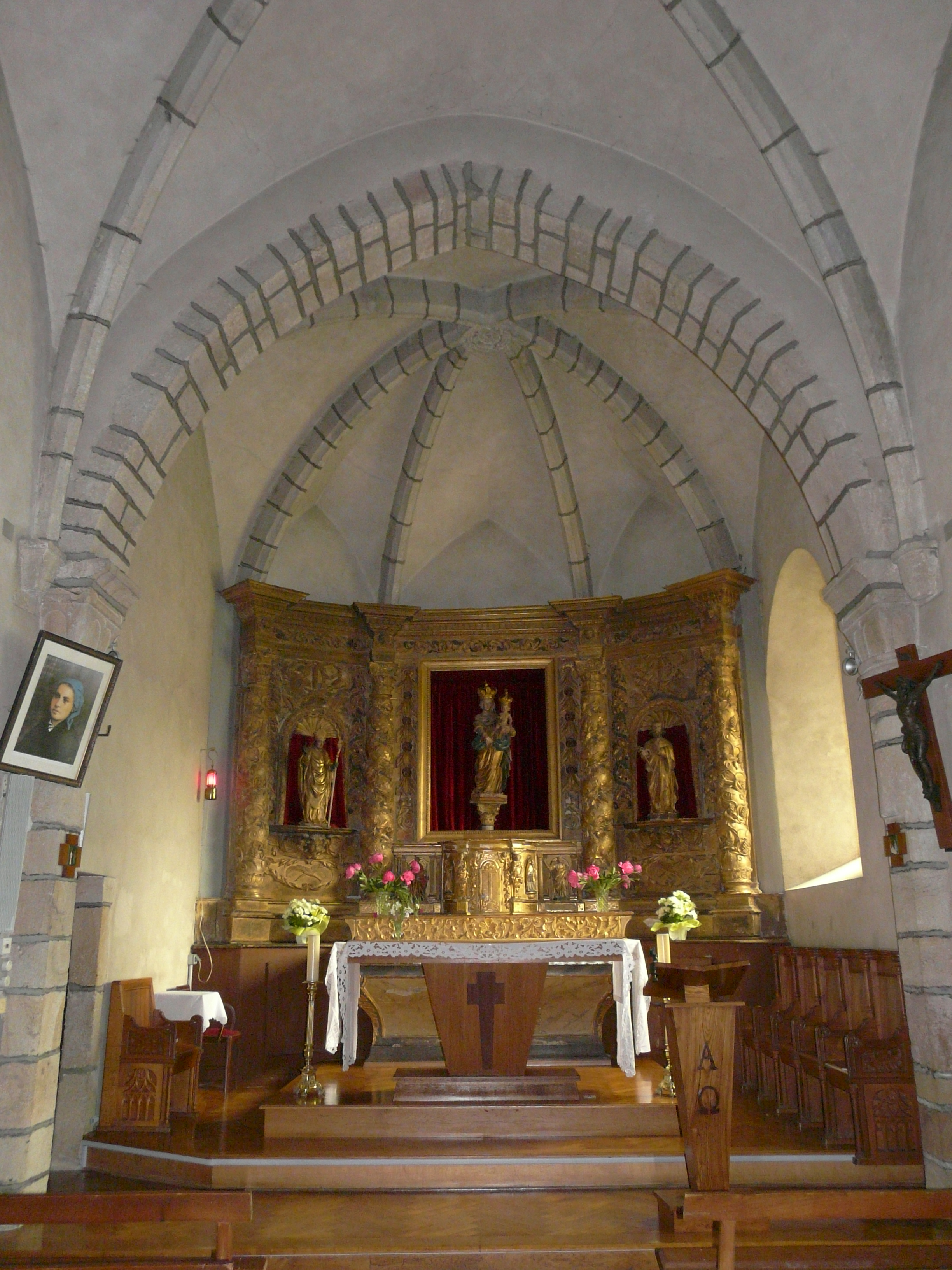
Le chœur.
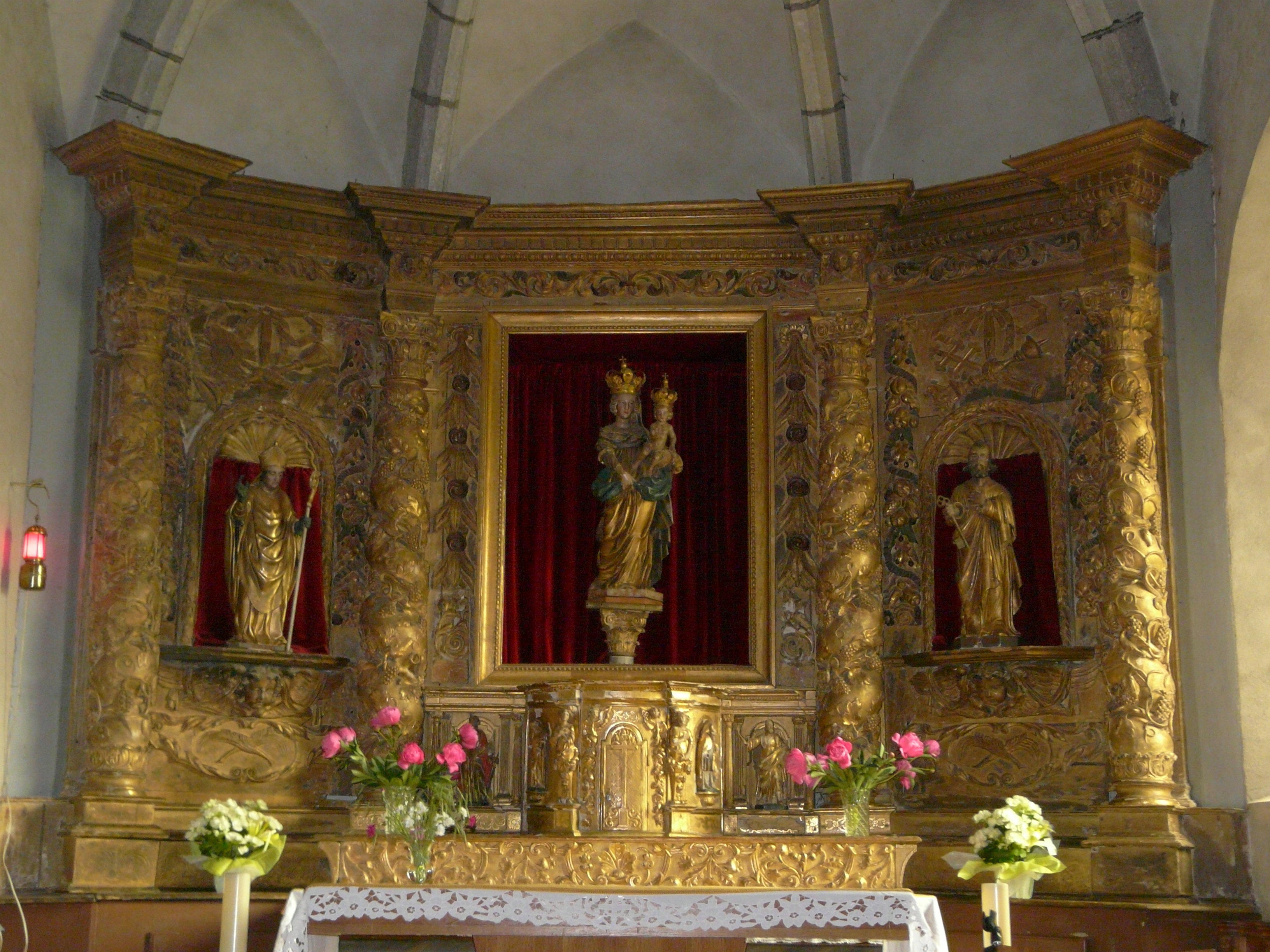
Le tabernacle-retable.
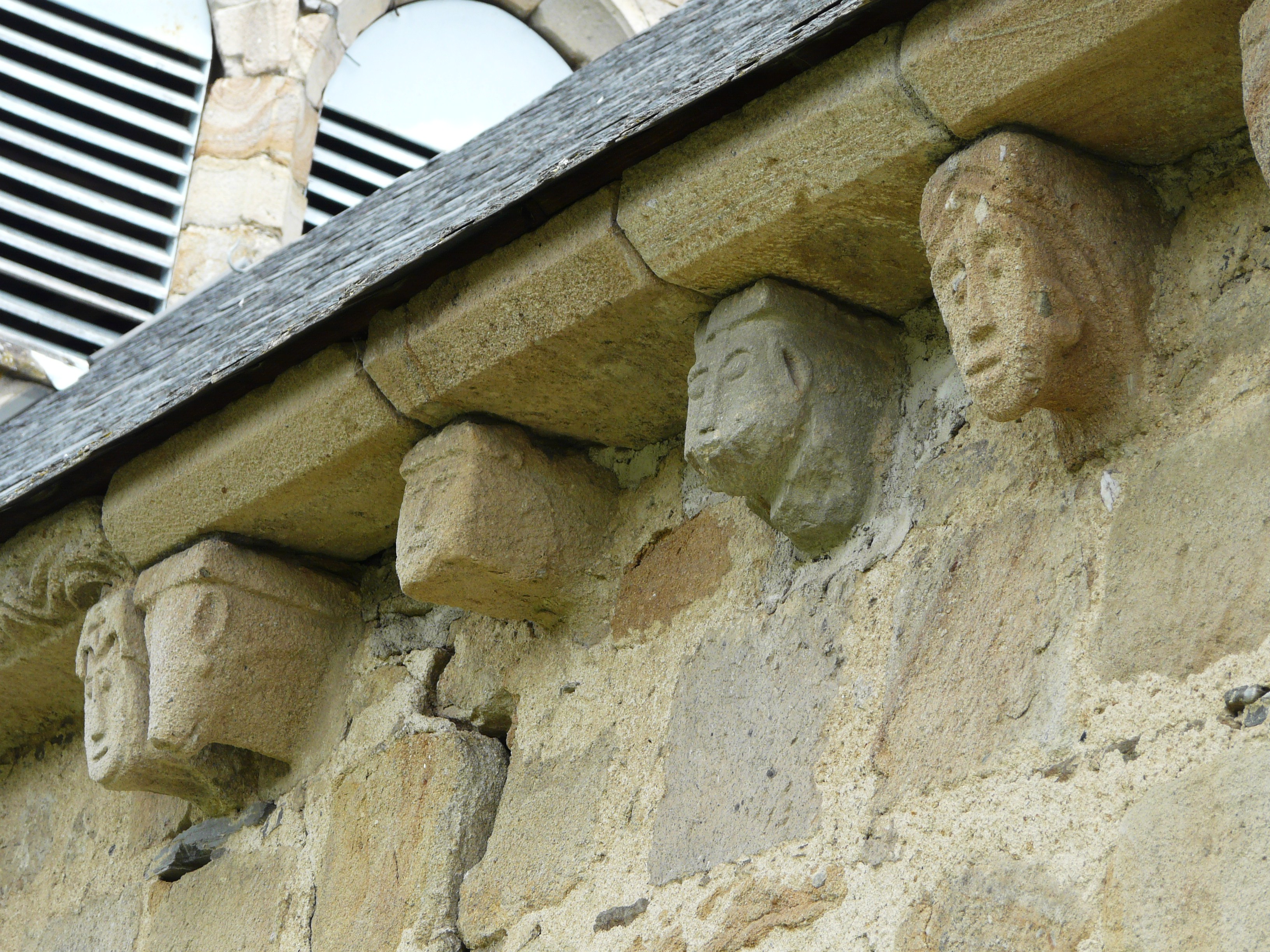
Modillons.
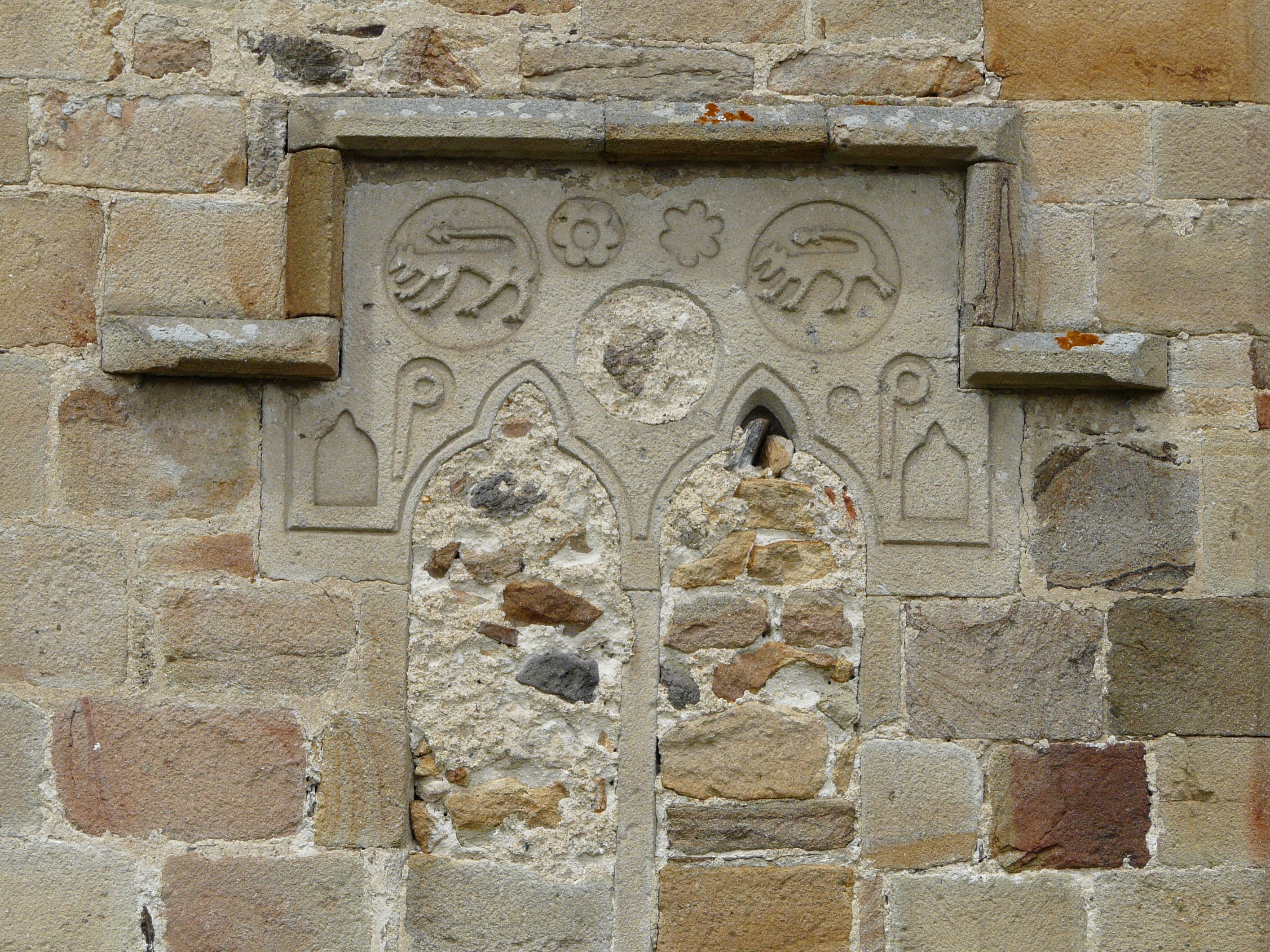
Bas-reliefs du chevet.